# Otto John

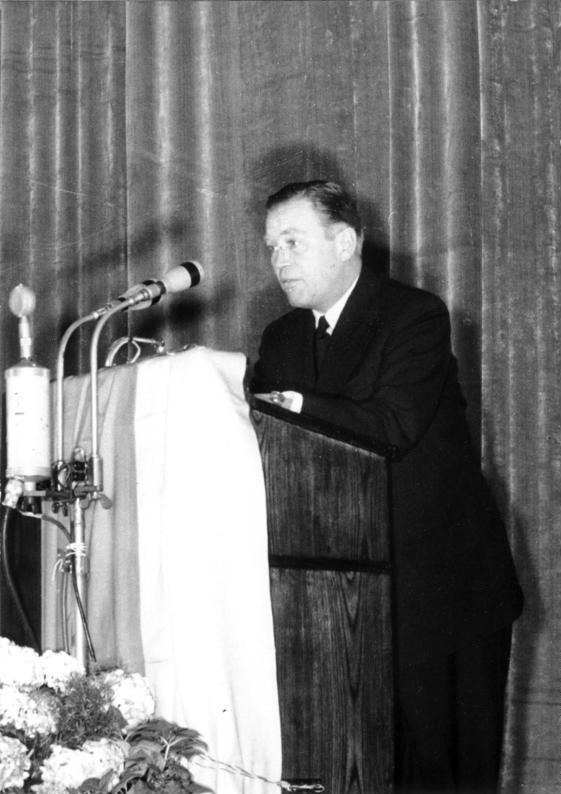
Otto John, 1954

Otto John (* 19. März 1909 in Marburg; † 26. März 1997 in Innsbruck) war ein deutscher Jurist, Widerstandskämpfer des 20. Juli 1944 und vom 17. November 1951 bis zum 20. Juli 1954 der erste Präsident des Bundesamts für Verfassungsschutz (BfV) in der Bundesrepublik Deutschland. Von 1954 bis 1955 befand sich John in der DDR, was einen der größten politischen Skandale in der frühen Geschichte der Bundesrepublik Deutschland auslöste.

## Leben

### Bis 1954
John wuchs in Wiesbaden auf und war dort, wie sein jüngerer Bruder Hans, Schüler des Staatlichen Realgymnasiums, an dem er 1929 das Abitur ablegte. Er studierte in Frankfurt am Main Jura. 1934 erfolgte am OLG Frankfurt Johns erste juristische Staatsprüfung; er trat das Referendariat an und wurde im gleichen Jahr bei seinem nach Marburg gewechselten Lehrer Hans-Otto de Boor von der dortigen Rechts- und Staatswissenschaftlichen Fakultät mit der Dissertation Der Rechtsbehelf zur Wahrung der Rechte Dritter im Vollstreckungsverfahren (Gelnhausen: Kalbfleisch, 1935, 54 S.) promoviert. 
Von 1937 bis 1944 war er als Mitarbeiter des Syndikus bei der Lufthansa tätig, sein Vorgesetzter als Syndikus der Rechtsabteilung war Klaus Bonhoeffer, der Bruder des Theologen Dietrich Bonhoeffer. Durch Klaus Bonhoeffer bekam John noch vor dem Krieg Kontakt zum Widerstand gegen den Nationalsozialismus und beteiligte sich an den Vorbereitungen zum Attentat vom 20. Juli 1944 auf Hitler. 
Danach wurde sein mitbeteiligter Bruder Hans John verhaftet, von Roland Freisler am 2. Februar 1945 zum Tode verurteilt und am 23. April 1945 von einem SS-Kommando mit Genickschuss getötet, während ihm selbst am 24. Juli 1944 über Madrid und Lissabon die Flucht nach Großbritannien gelang. Dort arbeitete er nach anfänglicher Internierung ab November 1944 unter Sefton Delmer beim Propagandasender „Soldatensender Calais“ des Foreign Office.
In England heiratete John 1949 die aus Deutschland emigrierte Sängerin und Gesangspädagogin Lucie Manén, die Tochter des jüdischen Arztes und Schriftstellers Ferdinand Mainzer, eines Freundes von Theodor Heuss aus Berliner Jahren. Heuss war mit John durch seinen Bruder Ludwig bekannt. Dieser war ein Kriegskamerad Mainzers gewesen und mit Klaus Bonhoeffer befreundet. Nach Kriegsende fungierte John als Screener in britischen Kriegsgefangenenlagern und u. a. als Zeuge der Anklage bei den Nürnberger Prozessen sowie beim Prozess gegen Erich von Manstein in Hamburg.
John wurde nach mehreren vergeblichen Bewerbungen, darunter beim Auswärtigen Amt, auf Vermittlung Jakob Kaisers von Bundespräsident Heuss zum Präsidenten des neu gegründeten BfV in Köln mit Wirkung zum 17. November 1951 ernannt; nach Zustimmung der drei Mächte und mit der zögerlichen Zustimmung von Bundeskanzler Adenauer. So wurde Otto John eine der wenigen Personen aus den Reihen der Widerständler und ehemaligen Emigranten, die eine hohe Position in der Verwaltung der jungen Bundesrepublik erlangen konnten.

### DerFall Otto John

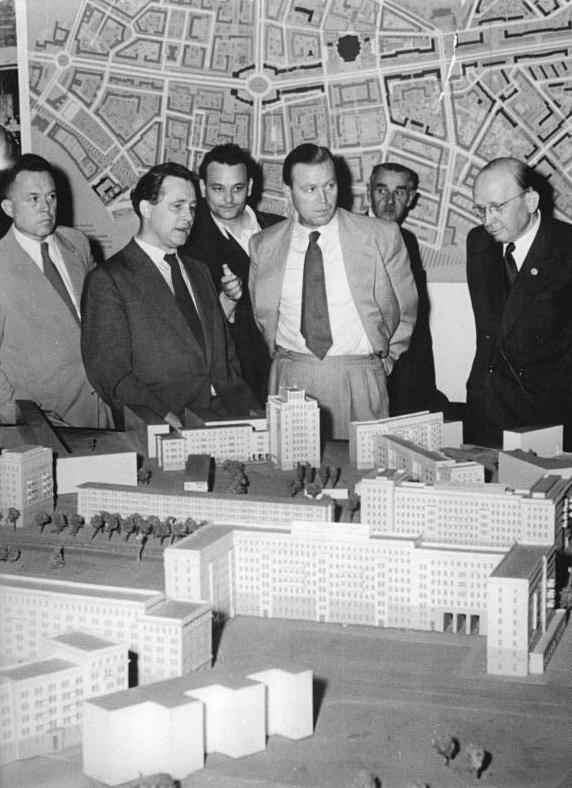
Otto John (Mitte vorne) in Ost-Berlin mit Hermann Henselmann, dem Chefarchitekten der Stadt, und Erich Correns von der Nationalen Front (5. August 1954, Stalinallee, Bauausstellung Deutsche Sporthalle Berlin)

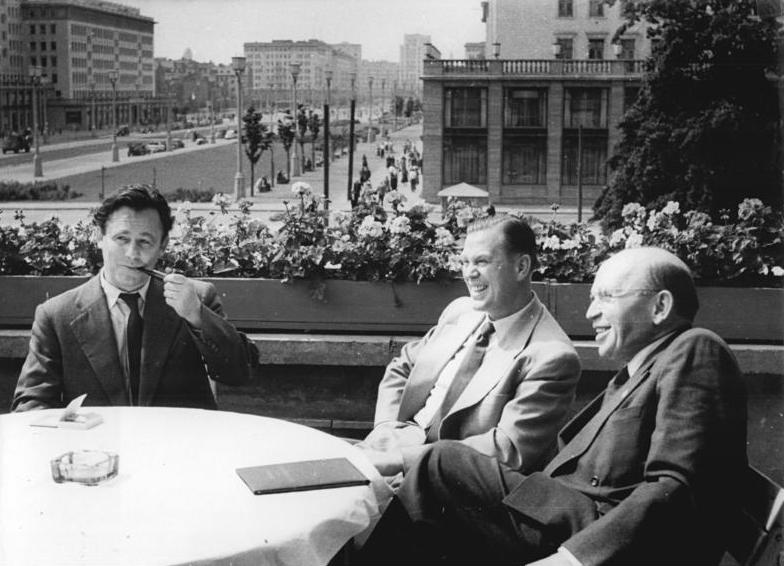
Otto John (2. von links) bei einer anschließenden Unterredung mit Henselmann, Correns und Wilhelm Girnus (nicht im Bild), Sekretär des Ausschusses für deutsche Einheit, im Ost-Berliner Café Warschau (1954)

John verschwand unter jahrzehntelang ungeklärten Umständen am 20. Juli 1954 in West-Berlin. An diesem Tag fand im Bendlerblock erstmals eine öffentliche Gedenkfeier der Bundesregierung für die Mitglieder des Widerstandskreises des 20. Juli 1944 statt, an der auch Otto John teilnahm. Am Abend des gleichen Tages fuhr John mit Wolfgang Wohlgemuth nach Ost-Berlin. Wohlgemuth war ein Arzt, den John in der NS-Zeit kennengelernt hatte. Gemäß späteren Angaben von vier Geheimdienstmitarbeitern arbeitete er damals – vermutlich ohne Johns Wissen – für den sowjetischen Geheimdienst KGB. Laut eigener Aussage wurde John von Wohlgemuth betäubt und von diesem und dem KGB-Agenten Max Wonsig im Auto in den Osten verschleppt.
Eine 2009 erschienene Arbeit versucht nachzuweisen, dass John das Opfer einer Entführung war – wie schon nach Johns Rückkehr in die Bundesrepublik Deutschland von ihm selbst behauptet und zunächst auch von Bundesinnenminister Gerhard Schröder verbreitet. Andere Forscher vertreten die Ansicht, dass Johns Übertritt in die DDR freiwillig stattgefunden habe, gemäß seiner Erklärung am 23. und 28. Juli in Radio DDR und auf einer Pressekonferenz am 11. August.
Karl Lehmann, der bis 1986 stellvertretender Leiter der Hauptabteilung II (Spionageabwehr) des Ministeriums für Staatssicherheit war und sich Anfang 1990 westlichen Diensten angeboten hatte, sagte am 20. Februar 1990 im Rahmen eines Quellen-Treffs mit dem BfV, John sei mit dem Versprechen, man könne ihn zum Grab seines Bruders führen, nach Ost-Berlin gelockt und festgenommen worden. John habe dann versucht, das Beste aus der Situation zu machen.
Der Historiker Erik Gieseking schrieb 2005:

„Was am Abend des 20. Juli 1954 geschehen ist, wird wohl nur eindeutig zu klären sein, wenn neue Quellen zur Verfügung stehen. Die Aussagen zu den Ereignissen sind äußerst widersprüchlich; die Spannbreite reicht von Flucht über Entführung, Kurzschlußhandlung oder Falle bis hin zu Johns eigener Erklärung, daß er entführt und im Osten unter Zwang festgehalten wurde. In diesem Falle stellt sich immer noch die Frage, ob das Festhalten Johns auf einer spontanen Entscheidung der östlichen Geheimdienste beruhte oder ob es sich tatsächlich um eine von langer Hand geplante Falle handelte.“

Seinen Übertritt in die DDR begründete John selbst z. B. bei der Pressekonferenz in Ost-Berlin mit der Kritik an Bundeskanzler Adenauer, dessen Politik der Remilitarisierung und Westbindung das Ziel der deutschen Einheit gefährde, folgendermaßen:

„Ich habe mich nach reiflicher Überlegung entschlossen, in die DDR zu gehen und hier zu bleiben, weil ich hier die besten Möglichkeiten sehe, für eine Wiedervereinigung und gegen die Bedrohung durch einen neuen Krieg tätig zu sein.“

Außerdem klagte er den wieder wachsenden Einfluss früherer Nationalsozialisten in der Bundesrepublik an; namentlich nannte er Bundesvertriebenenminister Theodor Oberländer und Reinhard Gehlen, den Präsidenten des Bundesnachrichtendiensts und früheren Chef der „Abteilung Fremde Heere Ost“ der Wehrmacht. Gehlen seinerseits, der eine „Abneigung gegen Anti-Hitler-Emigranten“ (Der Spiegel) hegte, kommentierte „Einmal Verräter, immer Verräter!“, stellte also einen Zusammenhang mit Johns Beteiligung am Widerstand gegen den Nationalsozialismus her.
Durch Johns Auftauchen in der DDR wurde in der Bundesrepublik die bereits vorbereitete Übergabe der CIA-finanzierten Organisation Gehlen an die Bundesregierung verzögert. Der amerikanische Außenminister John Foster Dulles fürchtete öffentlichen Widerspruch, wenn mit Reinhard Gehlen erneut ein Geheimdienstchef berufen würde, der wie John zuvor für die Alliierten gearbeitet hatte.
John wurde vom 24. August bis 12. Dezember 1954 von KGB-Offizieren in Moskau mehrfach verhört, was allerdings für die Sowjetunion nicht sehr ergiebig war. Kopien der Protokolle dieser Verhöre wurden damals dem Ministerium für Staatssicherheit der DDR überlassen. Nach diesen Verhören in Moskau stellte ihm die DDR zwei komfortable Wohnungen und ein Büro zur Verfügung, und John nahm – ständig unter Bewachung – eine politische Tätigkeit auf, während der er in vielen Vorträgen und Veröffentlichungen die erwähnten Vorwürfe gegen die Bundesrepublik Deutschland wiederholte.
Am 12. Dezember 1955 setzte sich John mit Hilfe des dänischen Journalisten Henrik Bonde-Henriksen wieder von Ost- nach West-Berlin ab, wo er am 22. Dezember verhaftet wurde. In der Bundesrepublik wurde er wegen Landesverrats angeklagt – was ihn anscheinend überraschte – und vom 3. Strafsenat des Bundesgerichtshofes in Karlsruhe am 22. Dezember 1956 zu vier Jahren Zuchthaus verurteilt. Wohlgemuth wurde jedoch 1958 aus Mangel an Beweisen von der Anschuldigung des Landesverrats freigesprochen. [BGH v.18.12.58 Az. 9 St E 3/58].
Wie John später immer wieder hervorhob, habe das Urteil bereits vor der Verhandlung festgestanden und sei eine Vergeltung für den 20. Juli 1944 gewesen, da der zuständige Ermittlungsrichter am BGH, Kurt Weber, ein überzeugter Nazi gewesen sei. Karl Richard Albert Wittig, einer der Hauptbelastungszeugen im Verfahren, flüchtete Ende Februar 1962 in die DDR, nachdem gegen ihn selbst ein Ermittlungsverfahren wegen Meineides eingeleitet worden war. Der Spiegel setzte sich 1958 unter dem Titel Politische Justiz – Billig verkauft mit dem Urteil des Bundesgerichtshofs auseinander und kritisierte im Detail die „schwer begreifliche Beweiswürdigung“ und die „dürren Argumente“ des Indizienurteils.
Am 15. Juli 1958 wurde John von Bundespräsident Theodor Heuss begnadigt: Nach Verbüßung von zwei Dritteln der Strafe unter Anrechnung der Untersuchungshaft wurde der Strafrest zur Bewährung ausgesetzt (zwei Jahre Bewährungszeit). Am 28. Juli 1958 wurde John entlassen. Danach lebte er mit seiner Ehefrau zurückgezogen in Igls in Österreich.
Nach seiner Freilassung bemühte sich John bis an sein Lebensende vergeblich um seine Rehabilitierung, indem er darstellte, er sei nach Verabreichung eines Betäubungsmittels, unter Beteiligung des Arztes Wolfgang Wohlgemuth, in den Ostsektor verschleppt worden. Seine Auftritte vor der Weltpresse seien zur Täuschung der Umgebung erfolgt, welche ihm schließlich später die Flucht ermöglichte. Prominente Politiker wie Herbert Wehner, Willy Brandt und Franz Josef Strauß setzten sich für eine Wiederaufnahme des Prozesses ein. Sein früherer Chef beim Soldatensender Calais, Sefton Delmer, widmete John im 1962 erschienenen zweiten Teil seiner Memoiren Die Deutschen und ich die Kapitel 60 und 62, in denen er John als Märtyrer präsentiert, der als Überlebender des Widerstandes gegen Hitler bei den tonangebenden Politikern und Beamten jener Zeit zum „Prügelknaben“ und „ersten Opfer des Vierten Reichs“ geworden sei.
Der „Fall John“ löste in der Bundesrepublik eine schwere innenpolitische Krise aus, in deren Mittelpunkt der Bundeskanzler Konrad Adenauer und sein Innenminister Gerhard Schröder standen. Erstmals in der Nachkriegszeit wurde in der Öffentlichkeit u. a. die Frage diskutiert, inwiefern zwischen der ehemaligen Gestapo und dem BfV eine personelle Kontinuität bestehe.
Mit Wirkung vom 1. Mai 1986 gewährte Bundespräsident Richard von Weizsäcker John im Gnadenwege einen Unterhaltsbeitrag, für den das Bundesministerium des Innern einen anfänglichen monatlichen Zahlbetrag von 4.236,43 DM festsetzte. Dies entsprach 41 Prozent der damaligen Dienstbezüge des Präsidenten des BfV (Besoldungsgruppe B 8 der Bundesbesoldungsordnung) nach einer ruhegehaltfähigen Dienstzeit von 13 Jahren (§ 14 Absatz 1 a. F. des Beamtenversorgungsgesetzes). Damit erhielt John für die Zukunft offenbar die Versorgung, die ihm dauerhaft zugestanden hätte, wenn er als politischer Beamter in den einstweiligen Ruhestand versetzt worden wäre, statt mit der Rechtskraft des Strafurteils seine Beamtenrechte zu verlieren.
Aufgrund von Akten des Ministeriums für Staatssicherheit der DDR, die Bernd Stöver 1999 vorgestellt und kommentiert hat, weiß man heute, dass John dazu beigetragen hat, Dienstgeheimnisse und Amtsinterna verfügbar zu machen:

„Manche dieser Einzelinformationen, die John gab, waren der Staatssicherheit oder dem KGB wahrscheinlich nicht neu. Aber selbst wenn einzelne Details für sich betrachtet nur geringe Aussagekraft besaßen, zusammen mit den Ergebnissen anderer Verhöre oder ansonsten erworbener Erkenntnisse gewannen sie wohl doch Relevanz. Nicht umsonst bewahrte das MfS, wie andere Geheimdienste auch, fast alle Vorgänge über Jahrzehnte auf. Aber John tat eben mehr. Viele seiner Aussagen mit Namensnennungen ließen Kontaktaufnahmen zu, boten Anhaltspunkte, auf welche Weise Fühlungnahmen mit Personen möglich waren, sie verdeutlichten persönliche Schwächen und politische Einstellungen von Agenten. Ob John sich dieser Tatsache bewußt war, ist schwer zu sagen. In seinen Memoiren und sonstigen Äußerungen nach seiner Rückkehr ging er jedenfalls nicht darauf ein.“

Der Politikwissenschaftler Hartmut Jäckel kommt aufgrund der inzwischen vorliegenden Stasi-Unterlagen zu folgendem Schluss:

„Gewichtige Indizien besagen: Der Geheimnisträger Otto John hat sich am 20. Juli 1954 freiwillig zu Gesprächen nach Ost-Berlin begeben. Innerlich bewegt von einem naiv-patriotischen Impetus, der deutschen Einheit auf eigene Faust voranzuhelfen, hat er nicht damit gerechnet, dass ihm die Rückkehr in den Westteil Berlins verlegt werden könnte. Als ihm dies bewusst wurde, mag er geglaubt haben, einen groben Fehler durch einen noch gröberen korrigieren zu können.“

Allerdings kommt Gieseking in seiner über 600 Seiten umfassenden Untersuchung von 2005 unter anderem zu folgendem Ergebnis:

„Aufgrund des bestehenden rechtsgültigen Urteils des Bundesgerichtshofes von 1956 kann es keinen Zweifel geben, daß Johns Schuld juristisch erwiesen ist. Doch über die Bewertung der Fakten kann man zu verschiedener Auffassung gelangen. Bislang gibt es keinen zugänglichen schlüssigen Beweis dafür, daß John freiwillig nach Ost-Berlin gegangen ist und daß er dort zum Verräter geworden ist. Alle dahingehenden Aussagen beruhen auf Indizien oder Zeugenaussagen. Das Gericht berücksichtigte Aussagen von Personen, die selbst wieder von John oder Dritten von der Freiwilligkeit des Übertritts erfahren haben wollten und dies während des Aufenthalts Johns in der DDR.“

Die in der obigen Darstellung von Gieseking vermissten neuen Quellen wurden von dem Juristen Klaus Schaefer erschlossen. Er konnte sich auf den Nachlass von Otto John im Imperial War Museum in London und Duxford, auf die Akten des Testamentsvollstreckers in Innsbruck, auf von der Besitzerin der Hohenburg auf dem Dachboden 2007 gefundene Akten, auf Verschlusssachen im Bundesarchiv Koblenz und auf noch bis 2016 gesperrte Akten im BfV und Interviews mit Zeitzeugen stützen. Schaefer kam 2009 zu folgendem Ergebnis:

„Die heutige Rechtslage wird dahingehend beurteilt, dass auf Grund der neuen Erkenntnisse in Verbindung mit Neubeurteilung früherer Beweise davon auszugehen ist, dass Otto John bei einer Wiederaufnahme des Verfahrens auf Antrag der Staatsanwaltschaft vom BGH freigesprochen werden müsste. Der Wiederaufnahmeantrag durch die Staatsanwaltschaft ist möglich und erscheint geboten, um die Unschuld eines 1956 zu Unrecht Verurteilten postum rechtskräftig festzustellen.“

### Lebensabend
Nach seiner Entlassung aus der Haft 1958 zog John mit seiner Ehefrau Lucie nach Innsbruck-Igls, wo er Teile der ehemaligen Feste Hohenburg bewohnte, die er unter anderem mit Unterstützung seines Freundes Louis Ferdinand von Preußen (1907–1994) sanierte. John kämpfte bis zu seinem Tod 1997 vergeblich in fünf Wiederaufnahmeverfahren um seine Rehabilitierung.

## Schriften
- Zweimal kam ich heim. Vom Verschwörer zum Schützer der Verfassung. Econ-Verlag, Düsseldorf und Wien 1969.
- Falsch und zu spät. Der 20. Juli 1944. Epilog. Ullstein, Frankfurt am Main 1989, ISBN 3-548-33108-4.
- Ich wählte Deutschland. Berlin 1954. Hrsg. vom Ausschuss für Deutsche Einheit (DDR).

## Filme

### Dokumentarfilme
- Erwin Leiser: Otto John – Eine deutsche Geschichte – Deutschland, Schweiz 1995
- Doku zur Serie: Alte Freunde, neue Feinde – Deutschland 2023, WDR (Online bei DasErste.de, Video verfügbar bis 17. Januar 2024)

### Spielfilme
- Bonn – Alte Freunde, neue Feinde  – Deutschland 2023, Odeon Fiction in Zusammenarbeit mit Wilma Film, Historische Miniserie im Auftrag von ARD. Mit Sebastian Blomberg als John (Online bei DasErste.de, Video verfügbar bis 24. Juli 2023)[29]